# Tetragnatha bishopi
Tetragnatha bishopi là một loài nhện trong họ Tetragnathidae.
Loài này thuộc chi Tetragnatha. Tetragnatha bishopi được miêu tả năm 1947 bởi Caporiacco.